# Perissocoeleum
Perissocoeleum es un género de plantas de la familia de las apiáceas. Comprende 4 especies descritas y de estas, solo 3 aceptadas.

## Taxonomía
El género fue descrito por Mathias & Constance y publicado en Bulletin of the Torrey Botanical Club 79(5): 360. 1952.

## Especies
A continuación se brinda un listado de las especies del género Perissocoeleum aceptadas hasta septiembre de 2012, ordenadas alfabéticamente. Para cada una se indica el nombre binomial seguido del autor, abreviado según las convenciones y usos.
- Perissocoeleum crinoideum (Mathias & Constance) Mathias & Constance
- Perissocoeleum phylloideum (Mathias & Constance) Mathias & Constance
- Perissocoeleum purdiei Mathias & Constance